# August Lafontaine

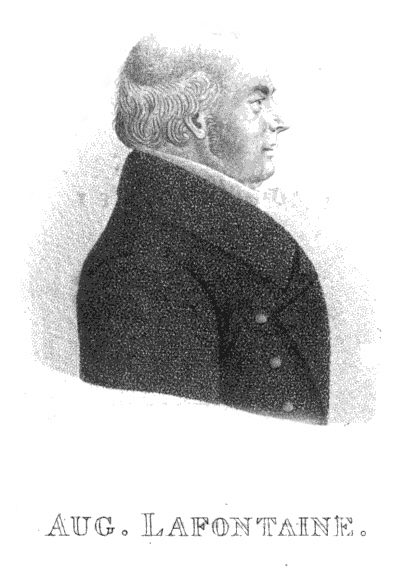
August Lafontaine, ur Johann Gottfried Grubers biografi (1833).

August Heinrich Julius Lafontaine, född 5 oktober 1758 i Braunschweig, död 20 april 1831 i Halle an der Saale, var en tysk författare.
Lafontaine studerade teologi och medicin, följde 1792–1793 preussarna som militärpräst på fälttåget till Champagne, var 1796–1800 en uppburen predikant i Halle an der Saale och bodde sedan på sin egendom nära denna stad, där han helt ägnade sig åt sitt författarskap.
Vad August Wilhelm Iffland och August von Kotzebue var på dramats område, var Lafontaine på romanens. Han författade schablonmässiga familjeromaner, vilka utifrån en kälkborgerlig åskådning förhärligade den husliga lyckan. Dessa blev mycket populära och under en period fick han även mycket god kritik (till exempel i Journal för svensk litteratur); först under nyromantiken, i Tyskland August Wilhelm von Schlegel, i Sverige tidigast i Polyfem (1811; fjärde samlingen, n:o 9), vände man sig mot honom.
Lafontaines romaner och noveller (de upptar omkring 150 band) översattes i mängd till svenska (omkring 50 utgåvor), danska, nederländska, engelska, franska, italienska, ryska och polska. Bland dem ska nämnas endast Der Naturmensch (1791), Qvinctius Heymeran von Flamming (fyra band, 1795–1796) och Die Familie von Halden (1797), alla översatta till svenska.

## Svenska översättningar (urval)
- Barneck och Sahldorf (Barneck und Sahldorf) (översättning Erik Wilhelm Djurström, Peter Sohm, 1805-1806)
- Baron von Bergedorf eller Dygdens princip (Der Baron von Bergedorf oder das Prinzip der Tugend) (översättning Herman Anders Kullberg, Groth och Petre, 1806)
- Famille-paperen, eller Faran af umgänget i stora verlden (Ur Familiengeschichten) (översättning Jonas Magnus Stjernstolpe, Peter Sohm, 1807)
- Husfadren, eller Inbördes kärlek (översättning Herman Anders Kullberg, Gadelius, 1816-1817)
- Hågkomster vid grafven (översättning Herman Anders Kullberg, Olof Grahn, 1816-1817)
- Wenzel Falk och hans familj (Wenzel Falk und seine Familie) (översättning Erik Wilhelm Djurström, P. E. Winge, 1817-1818)
- Arkadien: en familje-målning (Arkadie) (översättning Erik Wilhelm Djurström, P.E. Winge, 1818-1821)
- Rosaura eller Ödets hemliga dom (Das heimliche Gericht des Schicksals, oder Rosaura) (översättning Erik Wilhelm Djurström, Petre och Abrahamsson, 1820)
- Makaria eller Herakliderna (Makaria) (översättning Niklas Hans Thomson, Thomson, 1827)